# Paracoenia bisetosa
Paracoenia bisetosa är en tvåvingeart som först beskrevs av Daniel William Coquillett 1902.  Paracoenia bisetosa ingår i släktet Paracoenia och familjen vattenflugor. Inga underarter finns listade i Catalogue of Life.